# الجمعية الصهيونية لألمانيا

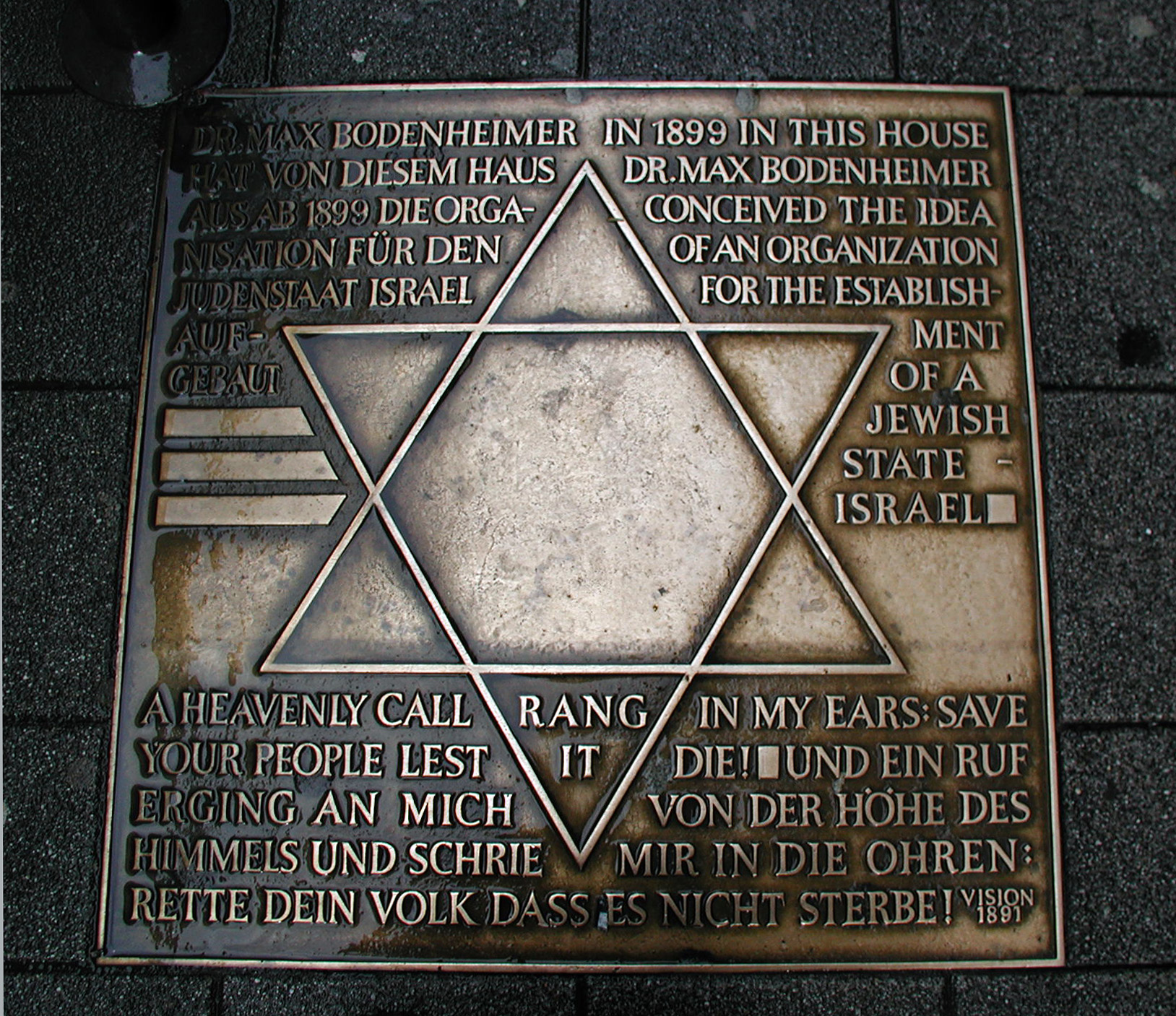
لوحة بودنهايمر التذكارية في كولونيا

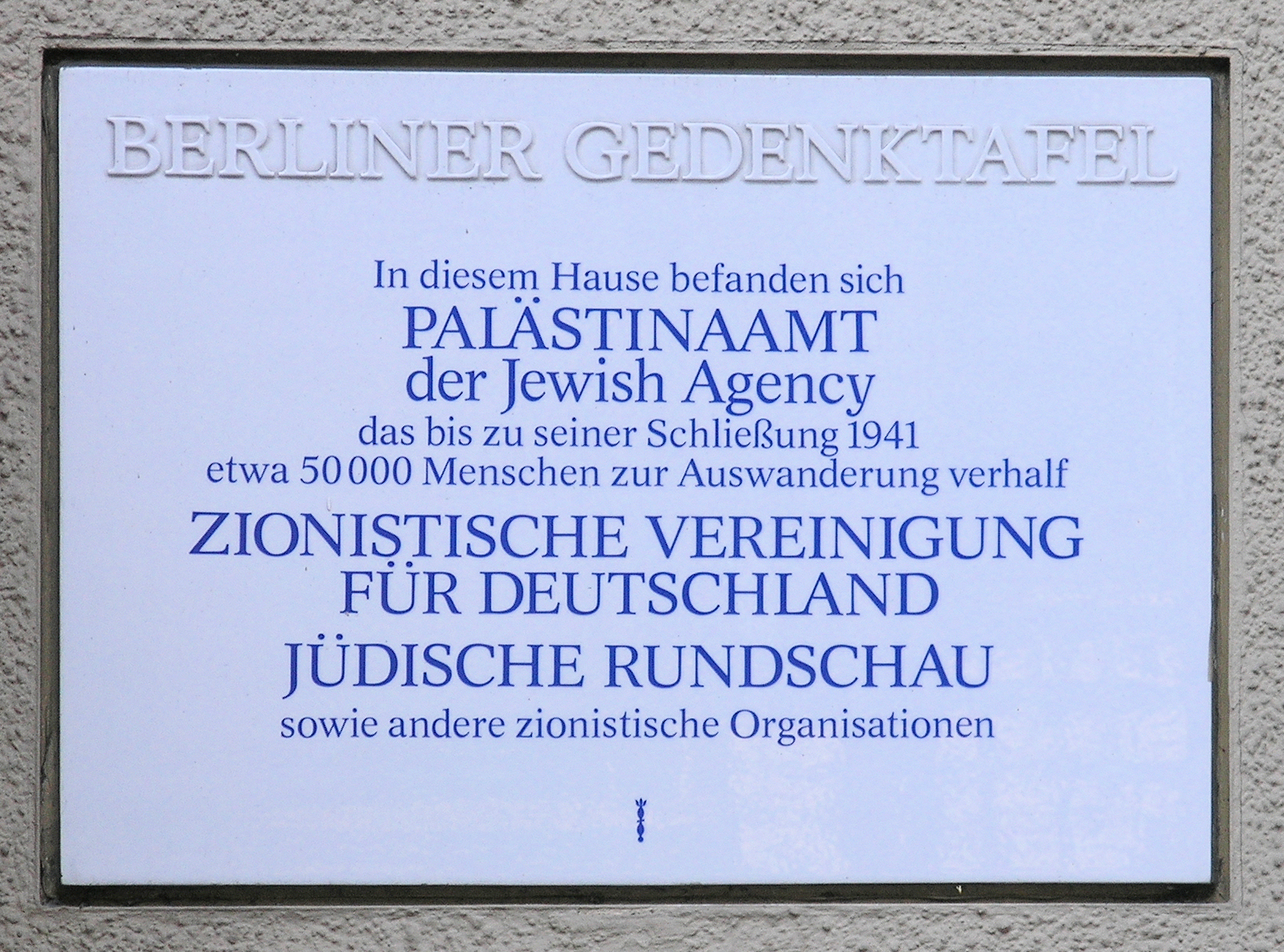
لوحة تذكارية في Meinekestraße 10، برلين-شارلوتنبورغ

تأسست الجمعية اليهودية الوطنية (بالألمانية: National-Jüdische Vereinigung)في كولونيا، في الإمبراطورية الألمانية آنذاك، عام 1894. على يد شخصيات صهيونية بارزة وطلائعية مثل ماكس بودنهايمر ، فابيوس شاخ ، موريتز ليفي، وخليفة هيرتسل ديفيد وولفسون ، وراحيل أبل  وأعيدت تسميتها بالجمعية الصهيونية لألمانيا (بالألمانية: Zionistische Vereinigung für Deutschland)(ZVfD) في عام 1897. كان عدد أعضائها حوالي 10 آلاف في عام 1914 وحوالي 20 ألفًا في عشرينيات القرن العشرين.
منشوراتها الأولى كانت " المراسلات الصهيونية في ألمانيا" ، ثم " المجلة اليهودية"(بالألمانية: Jüdische Rundschau) . وبين عامي ١٩١٩ و١٩٢٠، نشرت كل شهرين في برلين نشرات الجمعية الصهيونية في ألمانيا(بالألمانية: Mitteilungen der Zionistischen Vereinigung für Deutschland) أيضًا .
في عام 1925، حدث انشقاق من الجناح التصحيحي (التنقيحي) (الذي كان ممثله الدولي الأهم الاستعماري التوسعي فلاديمير زئيف جابوتنسكي )، لتصبح الجمعية الصهيونية، تحت قيادة جورج كاريسكي .
دعمت الجمعية، من بين أمور أخرى، اتفاقية هاعافارا لعام 1933 بين ألمانيا النازية واليهود الصهاينة الألمان، والتي كانت تهدف إلى تشجيع اليهود الألمان على الهجرة إلى فلسطين. كما عارضوا مقاطعة النازية عام 1933 لأنهم خشوا أن تؤدي إلى تفاقم مقاطعة اليهود في ألمانيا.

## متقلدي منصب الرئاسة
- 1894–1910: ماكس آي. بودنهايمر
- 1910–1920: آرثر هانتكي
  - ألفريد كلي (المدير الإداري في عام 1914؟)
- 1920–1923: فيليكس روزنبلوث
- 1923–1924: ألفريد لاندسبيرج
- 1924–1933: كورت بلومنفيلد
  - 1929–1933: جورج لانداور ، المدير الإداري
- 1933–1937: سيغفريد موسى
  - هانز فريدنثال ، الرئيس التنفيذي في عام 1936.
- 1937–1939: بينو كوهن (1894–1975)
  - 1937–1939: فرانز ماير (1897–1972)، المدير الإداري

## لوحات تذكارية
إلى جانب أماكن أخرى، يوجد في شارع ريشموديشتراسه في كولونيا، وهو شارع جانبي من سوق نويماركت في كولونيا، لوحة تذكارية تخلد ذكرى تأسيس الجمعية الصهيونية لألمانيا في كولونيا.

## وصلات خارجية
- كتاب الصهيونية ABC . تم نشر كتاب الصهيونية ABC من قبل ZVfD في عام 1908. ويشمل ذلك، من بين أمور أخرى،
  - فصل عن أنفسهم وتاريخ تأسيسهم و
  - النظام الأساسي للجمعية الصهيونية في ألمانيا .
- تقرير الجمعية الصهيونية في ألمانيا إلى المؤتمر الخامس والعشرين للمندوبين في برلين ، 2-4 فبراير 1936.
- 125 عامًا منذ تأسيس الجمعية الصهيونية في ألمانيا (ZVfD) في فرانكفورت أم ماين في 31 أكتوبر 1897 ، تدوينة من المتحف اليهودي في فرانكفورت